# Lan muỗng
Lan muỗng, lăng muỗng (danh pháp Echinodorus grisebachii hoặc Echinodorus amazonicus) là một loài thực vật có hoa trong họ Alismataceae. Loài này được Small mô tả khoa học đầu tiên năm 1909.

## Phân bố
Cây lan muỗng thường được tìm thấy ở các vùng đầm lầy ao hồ ruộng nước ở châu Á.

## Đặc điểm
Cây lan muỗng có chiều cao 10–50 cm, tán rộng 5–8 cm, thân dễ ngắn, với nhiều lá có hình lưỡi mác, hướng lên trên, màu xanh lục đậm với nhiều gân lá mảnh, thân lá ngắn như cây mác thân dài.
Cây phát triển tốt trong môi trường có mức độ ánh sáng vừa đến cao, nhiệt độ 18-28 độ, độ pH nước 6,5-7,5, nước có dinh dưỡng nhiều. Phân bón vi chất dinh dưỡng và giàu sắt là yếu tố tiên quyết thúc đẩy cây lớn hơn, tăng trưởng mạnh mẽ hơn. Hạn chế bón phân nitrat có thể làm cây đen hoặc có màu nâu, đặc biệt là dưới ánh sáng rất cao. CO2 không bắt buộc nhưng sẽ thúc đẩy tăng trưởng, nếu bổ sung thêm CO2 cây sẽ cho ra lá xanh căn và phát triển tốc độ rất nhanh. Với sự tăng trưởng khá cao và sự hấp thụ dinh dưỡng tốt, cây còn là ứng viên tuyệt vời cho các hồ thủy sinh bị dư dinh dưỡng nên là loài thực vật thủy sinh dễ trồng và phát triển rất nhanh.
Cây lan muỗng có khả năng tự tách rễ sinh ra cây con nên tự nhân giống nhanh.

## Sử dụng
Do có vẻ ngoài đẹp nên cây được trồng nhiều làm cây hậu cảnh trong hồ thủy sinh bán cạn hay ngập nước toàn phần. 